# Chvaleč
Chvaleč (Duits: Qualisch) is een Tsjechische gemeente in de regio Hradec Králové, en maakt deel uit van het district Trutnov.
Chvaleč telt 598 inwoners.
Chvaleč ligt in het noorden van het Jestřebí hory (Habichtsgebirges) in het dal van Tal Chvalečský potok. Het ligt elf kilometer noordoosten van Trutnov dicht bij de grens met Polen. In het oosten is de berg Krupná hora (705 m), in het zuidoosten de Přední Hradiště (710 m) en in het noordwesten de Węglarz (567 m). Tussen Petříkovice en Okrzeszyn is een grensovergang.
Nabijgelegen plaatsen zijn Okrzeszyn en Uniemyśl in het noorden, Adršpach in het noordoosten, Hodkovice in het oosten, Janovice in het zuidoosten, Radvanice, Studénka en Slavětín in het zuiden, Lhota en Bezděkov in het zuidwesten en Petříkovice in het westen.
Bereikbaar vanaf Vrchlabí via de lokale weg 14. In de winter kan in de omgeving worden geskied.

## Bestuurlijke indeling
Chvaleč bestaat uit Chvaleč (Qualisch) en Petříkovice (Petersdorf).

## Bezienswaardigheden
- Kerk Jakobus des Älteren, 1706
- Kapel in Petříkovice
- Denkmal für Ladislav Opočenský in Petříkovice
- Chaluppe

In de omgeving:
- Rotsen van Adršpach
- Reuzengebergte met Sněžka
- Adelaarsgebergte

Batňovice ·
Bernartice ·
Bílá Třemešná ·
Bílé Poličany ·
Borovnice ·
Borovnička ·
Čermná ·
Černý Důl ·
Dolní Branná ·
Dolní Brusnice ·
Dolní Dvůr ·
Dolní Kalná ·
Dolní Lánov ·
Dolní Olešnice ·
Doubravice ·
Dubenec ·
Dvůr Králové nad Labem ·
Hajnice ·
Havlovice ·
Horní Brusnice ·
Horní Kalná ·
Horní Maršov ·
Horní Olešnice ·
Hostinné ·
Hřibojedy ·
Chotěvice ·
Choustníkovo Hradiště ·
Chvaleč ·
Janské Lázně ·
Jívka ·
Klášterská Lhota ·
Kocbeře ·
Kohoutov ·
Královec ·
Kuks ·
Kunčice nad Labem ·
Lampertice ·
Lánov ·
Lanžov ·
Libňatov ·
Libotov ·
Litíč ·
Malá Úpa ·
Malé Svatoňovice ·
Maršov u Úpice ·
Mladé Buky ·
Mostek ·
Nemojov ·
Pec pod Sněžkou ·
Pilníkov ·
Prosečné ·
Radvanice ·
Rtyně v Podkrkonoší ·
Rudník ·
Stanovice ·
Staré Buky ·
Strážné ·
Suchovršice ·
Svoboda nad Úpou ·
Špindlerův Mlýn ·
Trotina ·
Trutnov ·
Třebihošť ·
Úpice ·
Velké Svatoňovice ·
Velký Vřešťov ·
Vilantice ·
Vítězná ·
Vlčice ·
Vlčkovice v Podkrkonoší ·
Vrchlabí ·
Zábřezí-Řečice ·
Zdobín ·
Zlatá Olešnice ·
Žacléř